# Jan Przewoźnik
Jan Przewoźnik (ur. 16 września 1957 w Katowicach, zm. 31 lipca 2023) – polski szachista i psycholog, mistrz międzynarodowy od 1985 roku.

## Życiorys

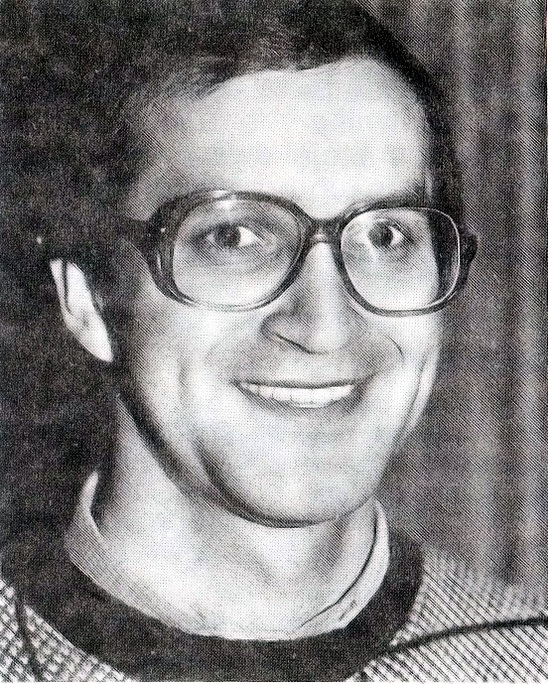
Jan Przewoźnik, 1991

Absolwent psychologii Katolickiego Uniwersytetu Lubelskiego (1984). W 1979 roku w Tarnowie zdobył tytuł mistrza Polski w turnieju rozegranym systemem szwajcarskim. Rok później reprezentował kraj na olimpiadzie szachowej w Valletcie. W latach 1976–1992 siedmiokrotnie awansował do finałów indywidualnych mistrzostw Polski. Dziesięciokrotnie zdobył tytuł drużynowego mistrza kraju, w tym 6 razy w drużynie "Stilonu" Gorzów Wielkopolski. Spośród jego sukcesów w turniejach międzynarodowych wymienić należy rezultaty z Nałęczowa (1986, dz. II m. za Aleksiejem Wyżmanawinem, wspólnie z m.in. Jozsefem Horvathem; 1987, dz. II m. za Aleksandrem Goldinem, wspólnie z m.in. Tiborem Tolnaiem; 1988, III m. za Aleksandrem Wojtkiewiczem i Bogomiłem Andonowem) oraz dz. I m. w Espoo (1991, turniej otwarty, wspólnie z m.in. Józefem Pietkiewiczem).
Najwyższy ranking w karierze osiągnął 1 października 2001 r., z wynikiem 2433 punktów zajmował wówczas 25. miejsce wśród polskich szachistów.
Mimo osiągnięcia wysokiego poziomu sportowego i uzyskania tytułu mistrza międzynarodowego, nigdy nie traktował szachów jak profesji. Zawodowo zajmował się psychologią biznesu. Był konsultantem w zakresie kształcenia dorosłych, szachowym trenerem pierwszej klasy i wykładowcą Młodzieżowej Akademii Szachowej. Wydał kilkanaście książek, z których najbardziej znaną jest Sprawdź swoją fantazję szachową.
W marcu 2014 r. otrzymał stopień doktora, broniąc na Katolickim Uniwersytecie Lubelskim Jana Pawła II pracę doktorską pt. Strategie myślenia w złożonych sytuacjach gry w szachy (promotor: prof. dr hab. Adam Biela).

## Wybrane publikacje
- Gambit Blumenfelda (1986)
- Die Wiener Partie (1990, z Jerzym Konikowskim)
- Kasparow - Karpow. Mecz piąty (1991)
- The Blumenfeld Gambit (1991, z Malcolmem Peinem)
- Blumenfeld Gambit (1991, z Jerzym Konikowskim)
- Skacząc trochę inaczej (1991, z Damianem Końcą)
- Sprawdź swoją fantazję szachową (1992, 2003, 2011)
- Kandidatenfinale Short – Timman (1993, z Henrykiem Doboszem i Mariną Olbrich)
- Einmal etwas anderes (1994, z Damianem Końcą)
- Profesjonalna obsługa klienta (1999)
- Techniki sprzedaży (1999)
- Nowoczesne metody kształcenia dorosłych (2001)
- How to Think in Chess (2002, z Markiem Soszyńskim)
- Myśl - Działaj - Zwyciężaj! Psychologia szachów w praktyce (2003, 2011)
- Test predyspozycji szachowych (2005)
- Stare i nowe anegdoty szachowe (2013)
- Jan Przewoźnik, Zbigniew Hurnik, Karol Pinkas, Śląskie ciekawostki szachowe, Integracja, 2017, ISBN 978-83-935934-3-9. Brak numerów stron w książce